# Bernard Hulin
Bernard Hulin (* 1926; † 1981) war ein französischer Jazztrompeter und Unterhaltungsmusiker, der auch unter dem Pseudonym Jack Melrose aktiv war.
Hulin arbeitete Mitte der 1940er-Jahre in Paris im Orchester von Tony Proteau, mit dem erste Aufnahmen für das Label Blue Star entstanden. Unter eigenem Namen spielt er Anfang 1950 mehrere Titel für das Label Swing ein; seiner Band gehörten George Kennedy (Tenorsaxophon), Raymond Le Sénéchal (Piano), Pierre Michelot (Bass) und Pierre Lamarchand (Schlagzeug) an. Anfang der 1950er-Jahre spielte er mit Raph Schecroun (alias Errol Parker), Hubert Fol, Django Reinhardt (1951), Sidney Bechet, Géo Daly und Charlie Singleton (1955),  in den späten 1950er-Jahren bei Bernard Zacharias, Martial Solal, Michel Attenoux, Claude Bolling, Kenny Clarke, François Vermeille, Christian Garros, Jack Dieval und Guy Lafitte. Er spielte ferner in der Formation Five Cats (mit Claude Gousset, Gérard Badini, Georges Arvanitas, Charlie Blareau, Dave Pochonet). Im Bereich des Jazz war er zwischen 1946 und 1961 an 44 Aufnahmesessions beteiligt, zuletzt mit Sacha Distel. 1959 hatte er als Musiker einen Auftritt in Jean-Pierre Melvilles Spielfilm Deux hommes dans Manhattan. Unter dem Pseudonym Jack Melrose legte er mehrere LPs mit Unterhaltungsmusik wie Surprise Party du bonheur vor.